# Jeanne Goursaud
Jeanne Goursaud est une actrice franco-allemande née le 4 avril 1996 à Pinneberg.

## Biographie
Jeanne Goursaud possède la double nationalité, française par son père et allemande par sa mère. Elle est née en Allemagne où elle effectue sa scolarité et ses études puis entame une carrière d'actrice. Elle s'est principalement fait connaître en 2014 par la deuxième saison de la série germano-australienne In Your Dreams où elle joue le rôle d'Emma et en 2016 par la cinquième saison de la série télévisée comédie allemande primée de la chaîne RTL Der Lehrer, une série avec un épisode hebdomadaire où elle joue le rôle de Bibi. De 2017 à 2018, elle joue le rôle de Janina Nowak dans la série télévisée Wishlist. À partir de 2017, elle joue dans le rôle de Lisa, une policière dans la série allemande, Toute la vérité. En 2019, elle joue le rôle de Rebecca Jungblut dans la série allemande Hubert ohne Staller. En 2020 elle tient le rôle de la guerrière Germanique Thusnelda dans la série Barbares (Barbaren). En 2023, elle incarne la capitaine Alice Vidal dans la série policière Pax Massilia.
Jeanne Goursaud s'est également fait remarquer au cinéma en jouant en 2016 le rôle de Babsirella qu'elle tient dans le film Bullyparade - Le film  aux côtés de Michael Herbig, réalisateur, également acteur. Film reprenant le concept d'une émission parodiant un grand nombre d'univers de science-fiction sorti en Allemagne le 17 août 2017 à l'occasion du 20e anniversaire de l'émission. Elle est également l'égérie de la marque de cosmétiques Johnson & Johnson bebe young care depuis 2012.

## Filmographie

### Cinéma
- 2015 : Erwartungen de Sebastian Mattukat
- 2015 : White blank page de Louis-Jack Wendt
- 2015 : Elena de Max Arens
- 2016 : Was uns nicht umbringt de Sandra Nettelbeck
- 2017 : Dieter Not Unhappy de Christian Schäfer[5]
- 2017 : Bullyparade, le Film de Michael Herbig : Babsirella
- 2018 : Le 15 h 17 pour Paris de Clint Eastwood : Léa
- 2018 : Kalte Füße de Wolfgang Groos
- 2019 : Die drei !!! de Viviane Andereggen
- 2025 : Exterritorial de Christian Zübert : Sara

### Télévision
- 2012-2016 : Die Pfefferkörner
- 2012 : Neues aus Büttenwarde
- 2013 : Charlottes Welt de Thomas Nennstiel
- 2014 : Die Mutter des Mördersde Carlo Rola
- 2014-2016 : In Your Dreams de Ralph Strasser : Emma
- 2015 : Simon sagt auf Wiedersehen zu seiner Vorhaut de Viviane Andereggen
- 2015 : Die 7. Stunde  de Carlo Rola
- depuis 2016 : Der Lehrer : Bibi
- 2017 : Zaun an Zaun de Peter Gersina
- 2017–2018 : Wishlist : Janina Nowak
- 2017 : Les Contes de Grimm : la Princesse Victoria
- 2017 : Blockbustaz
- depuis 2017 : Toute la vérité (In Wahrheit) : Lisa
- 2018 : Großstadtrevier
- 2018 : Einstein
- 2018 : Schneeweißchen und Rosenrot
- 2018 : Jung, blond, tot – Julia Durant ermittelt
- depuis 2019 : Hubert ohne Staller : Rebecca Jungblut
- 2019 : Ein himmlisch fauler Enge : Emma Engel 7
- depuis 2020 : Barbares : Thusnelda (en cours)
- 2023 : Pax Massilia d'Olivier Marchal : Alice Vidal
- 2024 : Chère petite : Lena Beck
- 2025 : Kaboul de Kasia Adamik et Olga Chajdas (mini-série)
- 2025 : Exterritorial : Sara